# Aspetuck River (Housatonic)
Der Aspetuck River, Zufluss des Housatonic River, ist ein Fluss in Litchfield County im US-Bundesstaat Connecticut. Der Fluss ist aufgeteilt in den East Aspetuck River, der nur 15,9 km (9,9 mi) lang ist und keine namhaften Zuflüsse hat, und in den West Aspetuck River.

## Geographie
Der Name leitet sich vom Algonkin-Ausdruck für "Fluss der an einem hohen Ort entspringt" ab.
- East Aspetuck River:

Er beginnt im Lake Waramaug im Gebiet der Gemeinde Washington und durchquert auf seinem Verlauf nach Süden New Preston und Northville, bevor er sich mit dem West Aspetuck River vereinigt und kurz darauf in New Milford in den Housatonic River ergießt.
- West Aspetuck River:

Der West Aspetuck River hat seinen Ursprung in den Seen South Spectacle Pond, North Spectacle Pond, bei Kent (Connecticut). Die Bäche fließen am Bald Hill zunächst nach Norden, biegen dann nach Osten und durchfließen unterhalb des Bromica Mountain den Beaman Pond. Von dort wendet sich der Bach nach Süden und stürzt in einer Schlucht mit etwa 1 km länge von ca. 335 m über dem Meer auf 180 m. In wenigen hundert Metern Entfernung zum Lake Waramaug fließt der Bach durch das Kent Hollow, ein Tal mit historischen Farmen, wo ihm noch einige kurze Bäche zufließen, dann verläuft er westlich von Sugar Loaf Hill, Sawyer-, Bear- und Iron Hill und Mount Tom nach Süden, bevor er sich mit dem East Aspetuck River vereinigt. Mit dem Denman Brook und dem Merryall Brook besitzt er zwei rechte Nebenflüsse, die beinahe genauso lang sind wie der Hauptstrom. Der Merryall Brook entspringt in der Iron Mountain Reservation.